# 卡夫里利亚
卡夫里利亚（義大利語：Cavriglia），是意大利阿雷佐省的一个市镇。总面积60.86平方公里，人口9432人，人口密度155.0人/平方公里（2009年）。ISTAT代码为051013。